# Márkháza
Márkháza is een plaats (község) en gemeente in het Hongaarse comitaat Nógrád. Márkháza telt 237 inwoners (2001).